# Fotogramas de Plata 1974
El lliurament dels 25è Premis Fotogramas de Plata, corresponents a l'any 1974, lliurats per la revista espanyola especialitzada en cinema Fotogramas, va tenir lloc el 30 de gener de 1975 a Barcelona, en el 25è aniversari de la creació dels premis. Tots els guardonats eren presents llevat Jack Nicholson. El seu guardó fou recollit per Arturo Fernández. Entre les autoritats presents hi havia l'aleshores regidor de l'ajuntament Antonio Cañellas Sidós, el president del Sindicat Provincial de Premsa, Luis Miravitlles Torras, el subdirector general d'activitats publicitàries Urraiz y Fernández de Castro, el delegat provincial d'Informació i Turisme, Luis Fernández Fernández-Madrid, i el secretari de l'ajuntament, Juan Ignacio Bermejo y Gironés.

## Candidatures

### Millor intèrpret de cinema espanyol
| Intèrpret      | Pel·lícula | Resultat   |
| -------------- | ---------- | ---------- |
| Concha Velasco | Tormento   | Guanyadora |

### Millor intèrpret de cinema estranger
| Actriu         | Pel·lícula | Resultat   |
| -------------- | ---------- | ---------- |
| Jack Nicholson | Chinatown  | Guanyadora |

### Millor intèrpret de televisió
| Intèrprete                         | Sèrie de televisió | Resultat  |
| ---------------------------------- | ------------------ | --------- |
| José Luis Coll Luis Sánchez Polack | Lo de Tip y Coll   | Guanyador |

### Millor intèrpret de teatre
| Intèrpret                               | Muntatge                 | Resultat  |
| --------------------------------------- | ------------------------ | --------- |
| Teatro Experimental Independiente (TEI) | Conjunt de la seva labor | Guanyador |

### Millor activitat musical
| Intèrpret     | Resultat  |
| ------------- | --------- |
| Paco de Lucía | Guanyador |